# Серафим I (патриарх Константинопольский)
Патриарх Серафи́м I (греч. Σεραφείμ Α΄) — епископ Константинопольской православной церкви. Патриарх Константинопольский в 1733—1734 годах.

## Биография
Родился предположительно в Акарнании. Был митрополитом Никомидийским.
В марте 1733 года был избран патриархом Константинопольским.
Во время его непродолжительного патриаршества Марк Эфесский был причислен к лику святых. Османские власти оказывали на него давление, чтобы он предоставил армянам право совершать богослужения в храмах Живоносного источника и Гроба Господня. После многочисленных отказов османские власти добились его свержения в сентябре 1734 года.
После свержения с престола был сослан на Лемнос, а затем отправился на гору Афон, где жил до кончины.